# 遣らずの雨 (川中美幸の曲)
「遣らずの雨」（やらずのあめ）は、1983年9月21日に発売された川中美幸の12枚目のシングル。

## 解説
川中は、本楽曲の詞を読みメロディを聴いたとき、鳥肌が立ち、「これこそ私が求めていた曲だ」と思ったという。18年後に自著で「私がいまでも愛してやまない曲」であるとも述べている。
テレビ朝日『江森陽弘モーニングショー』の「今週の歌」コーナーでこの曲を歌ったところ視聴者から大きな反応があったが、レコード会社は乗り気ではなく、発売後すぐに売れることはなかった。ただ、演歌好きでない若い世代に隠れファンが多い曲である。
川中は本楽曲を『NHK紅白歌合戦』で「二輪草」「ふたり酒」に次ぐ2回歌唱している（1983年 第34回、1992年 第43回）。

## 収録曲
1. 遣らずの雨（3分20秒）
作詞：山上路夫／作曲：三木たかし／編曲：高田弘
2. ひとり花（4分51秒）
作詞：吉岡治／作曲：市川昭介／編曲：斉藤恒夫